# Indexation (grammaire)
 (mars 2017).
Si vous disposez d'ouvrages ou d'articles de référence ou si vous connaissez des sites web de qualité traitant du thème abordé ici, merci de compléter l'article en donnant les références utiles à sa vérifiabilité et en les liant à la section « Notes et références ».
Pour les articles homonymes, voir Indexation.
En grammaire, l'indexation est la présence dans le verbe de morphèmes appelés indices, qui y représentent certaines fonctions syntaxiques présentes de la phrase, tels que le sujet, l'objet, etc. Contrairement à la conjugaison, l'indexation peut se rapporter à des fonctions syntaxiques autres que le sujet. L'indexation est le plus souvent caractérisée par une flexion du verbe. Elle peut participer à des phénomènes d'accord grammatical.

## Répartition
Les principales langues utilisant l'indexation sont le basque, le géorgien, le kurde et le quiché. Selon la structure d'actance de la langue considérée, les fonctions grammaticales caractérisées par l'indexation peuvent varier. Dans les langues de type accusatif, les sujets d'un verbe transitif et intransitif sont indexés de la même façon dans le verbe (cas nominatif), alors que l'objet d'un verbe transitif est indexé d'une autre façon (cas accusatif). Dans les langues de type ergatif, le sujet d'un verbe intransitif et l'objet d'un verbe transitif sont indexés de la même façon dans le verbe (cas absolutif), alors que le sujet d'un verbe transitif est indexé d'une autre façon (cas ergatif).

## Exemples d'indexation

### Basque
En basque, qui est une langue ergative, le sujet de verbes transitifs et intransitifs ainsi que l'objet sont indexés dans le verbe. 
Variations de l'indice représentant le sujet d'un verbe transitif : 
- daramat (je l'emmène)
- daramazu (tu l'emmènes)
- darama (il l'emmène)
- daramagu (nous l’emmenons)
- daramazue (vous l'emmenez)
- daramate (ils l'emmènent)

Variations de l'indice représentant le sujet d'un verbe intransitif :
- noa (je vais)
- zoaz (tu vas)
- doa (il va)
- goaz (nous allons)
- zoazte (vous allez)
- doaz (ils vont)

Variations de l'indice représentant l'objet :
- narama (il m'emmène)
- zaramatza (il t'emmène)
- darama (il l'emmène)
- garamatza (il nous emmène)
- zaramatzate (il vous emmène)
- daramatza (il les emmène)

### Latin
En latin, qui est une langue accusative, seuls les sujets de verbes transitifs et intransitifs sont indexés dans le verbe, le verbe est donc uniquement conjugué.
Variations de l'indice représentant le sujet d'un verbe transitif :
- eum occidi (je l'ai tué)
- eum occidisti (tu l'as tué)
- eum occidit (il l'a tué)
- eum occidimus (nous l'avons tué)
- eum occidistis (vous l'avez tué)
- eum occiderunt (ils l'ont tué)

Variations de l'indice représentant le sujet d'un verbe intransitif :
- fugi (j'ai fui)
- fugisti (tu as fui)
- fugit (il a fui)
- fugimus (nous avons fui)
- fugistis (vous avez fui)
- fugerunt (ils ont fui)

### Géorgien
Le géorgien a une structure d'actance de type mixte, c'est-à-dire qu'il est de type ergatif au niveau du marquage casuel des noms et de type accusatif au niveau de l'indexation dans le verbe. Aussi bien les sujets de verbes transitif et intransitif que l'objet sont indexés dans le verbe.
Variations de l'indice représentant le sujet d'un verbe transitif :
- davatsile (je l'ai accompagné)
- daatsile (tu l'as accompagné)

Variations de l'indice représentant le sujet d'un verbe intransitif :
- davimale (je me suis caché)
- daimale (tu t'es caché)

Variations de l'indice représentant l'objet :
- damatsila (il m'a accompagné)
- dagatsila (il t'a accompagné)

### Kurde
En kurde, le nom a deux formes casuelles, le cas absolutif et le cas intégratif. Le verbe s'accorde uniquement avec l'élément de la phrase au cas absolutif. Or le kurde présente une fracture d'actance selon l'aspect verbal, c'est-à-dire que le type de construction employé dépend de l'aspect. Quand le verbe est conjugué à l'aspect inaccompli, le marquage casuel est de type accusatif : le cas absolutif marque alors les sujets de verbes transitif et intransitif, et le cas intégratif l'objet d'un verbe transitif. Mais quand le verbe est conjugué à l'aspect accompli, le marquage casuel est de type ergatif, le cas absolutif marquant le sujet d'un verbe intransitif et l'objet d'un verbe transitif, et le cas intégratif le sujet d'un verbe transitif.
Variations de l'indice représentant le sujet d'un verbe transitif - inaccompli :
- ez Sînemê dibînim (je vois Sinem)
- tu Sînemê dibînî (tu vois Sinem)

Variations de l'indice représentant l'objet d'un verbe transitif - présent (inaccompli)
- Sînem min dibîne (Sinem me voit)
- Sînem te dibîne (Sinem te voit)

Variations de l'indice représentant le sujet d'un verbe intransitif - inaccompli :
- ez dihatim (je viens)
- tu dihatî (tu viens)

Variations de l'indice représentant le sujet d'un verbe transitif - accompli :
- min Sînem dît (j'ai vu Sinem)
- te Sînem dît (tu as vu Sinem)

Variations de l'indice représentant l'objet d'un verbe transitif - accompli:
- Sîneme ez dîtim (Sinem m'a vu)
- Sîneme tu dîtî (Sinem t'a vu)

Variations de l'indice représentant le sujet d'un verbe intransitif - accompli :
- ez hatim (je suis venu)
- tu hatî (tu es venu)